# 西端ブロー工業
西端ブロー工業株式会社（にしばたブローこうぎょう）は、福井県福井市に位置するプラスチック容器などを製造する会社である。

## 事業内容
OEMによる預り金型での樹脂製品の成型・加工
- プラスチック成型 - 熱可塑性プラスチックによる中空成型・射出成型・押出成型・真空成型
- 二次加工 - シルク印刷・ホットスタンプ・フィルム転写・自動ラベリング・超音波ウエルダーなど一連の表面処理と加工
- 三次加工 - 玩具・工業製品のアッセンブリ加工・各種製品の小分包装加工
- 企画・設計 - デザイン・組立図や金型図等の作図、金型構造設計・金型作製

## 沿革
- 1959年 - 創業者西端正信が医薬品･化粧品･食品洗剤容器など中空成形の個人経営にて創業
- 1964年 - 中空成形としては困難とされていたポリカーボネート樹脂を初の国産成形機で開発
- 1965年 - 資本金800万円にて株式会社に組織変更
- 1968年 - 現本社所在地に工場新築
- 1970年 - 射出成形開始。射出成形工場、倉庫を新築
- 1973年 - SRC2階建仕上加工工場新築。生産の合理化拡大を図る。従業員80名、年商6億円
- 1976年 - 本社第2期工事中空成形工場、原料倉庫を増築。企画設計部、機械工作部新設。資本金3000万円に増資
- 1979年 - 業界初のU.V.E印刷(紫外線焼付印刷)を開発
- 1980年 - R.C2階建出荷ターミナルを新設。自社運送便部門を開設
- 1984年 - 全自動スクリーンU.V.E2色印刷機、曲面全自動オフセット4色カップ印刷機、全自動オフセット3色細形印刷機を導入
- 1988年 - 歯列間清掃用具糸ようじ用の特殊繊維開発及び糸の全自動インサート成形の設計開発
- 1990年 - 本社第3期工事新射出成形工場、組立、仕上工場、新機械工作工場完成。国見工場(仕上･組立)を新築開設
- 1992年 - 小丹生工場(二次加工･組立)を新築開設
- 1994年 - 二重蓋で特許を取得[1]。
- 2000年 - 運送業者と発送、倉庫管理等の提携。物流の一括管理開始
- 2004年 - 延伸ブロー成形機を導入する
- 2005年 - ISO9001の認証取得
- 2008年 - 代表取締役社長に西端正康が就任
- 2008年 - 完成品保全・リアルタイムなデリバリーに対応する為、倉庫新築
- 2014年 - 東京台東区上野に東京営業所開設。創立50周年を迎える